# Heckenast Gusztáv (történész)
Heckenast Gusztáv (Budapest, 1922. december 18. – Budapest, 1999. február 13.) Kossuth-díjas pedagógus, történész, technikatörténész.

## Élete
A Fasori Evangélikus Gimnáziumban tanult, ahol többek közt Vidor Miklós, Jánossy György és Farkasdy Zoltán volt osztálytársa. Kitűnő érettségit tett. A Pázmány Péter Tudományegyetem Bölcsészettudományi karán (mai nevén: Eötvös Loránd Tudományegyetem Bölcsészettudományi Kar) folytatott tanulmányainak végeztével 1945-től 1947-ig a Fasori Evangélikus Gimnáziumban tanított. 1948–1949-ben a Vallás- és Közoktatásügyi Minisztérium előadója volt, s ekkor (1948-ban) Karácsonyi Bélával, Feuer Klárával és Zsigmond Lászlóval közösen részt vett a 8. osztály számára írott (1957-ig forgalomban lévő) új tankönyv elkészítésében, amiért 1949-ben szerzőtársaival együtt ezüst Kossuth-díjjal tüntették ki. 1949-től haláláig az MTA Történettudományi Intézetének munkatársa volt, emellett pályája kezdetén a Szegedi Tudományegyetem oktatója, majd idős korában a Miskolci Egyetem professzora volt, ahol 1997-ben díszdoktorrá is avatták.
Kutatásai a magyarországi feudalizmus korának társadalom-, gazdaság- és politikatörténetére egyaránt kiterjedtek. 1959-ben a történettudomány kandidátusa, 1987-ben pedig doktora lett. 1998-ban Ránki György-díjjal tüntették ki. Tagja volt az MTA Tudomány- és Technikatörténeti Komplex Bizottságának, valamint a Magyar–Svéd Történész Vegyesbizottságnak.
Végrendeletében könyvtárát a Miskolci Egyetemre hagyta.

## Szakirodalom, megemlékezések Heckenast Gusztávról
- Kortárs lexikonban megjelent utolsó életrajza: Ki Kicsoda 2000. Magyar és nemzetközi életrajzi lexikon, csaknem 20 000 kortársunk életrajza. Főszerk. Hermann Péter. [Bp.], 1999. [II. kötet függelék: A szerkesztés időtartamában (1999. január 1-je óta) elhunyt személyek életrajza.] 1810. old.